# Округ Макмален (Тексас)
Округ Макмален (енгл. McMullen County) је округ у америчкој савезној држави Тексас. По попису из 2010. године број становника је 707.

## Демографија
Према попису становништва из 2010. у округу је живело 707 становника, што је 144 (16,9%) становника мање него 2000. године.
| Група             | 2000.       | 2010.       |
| Белци             | 556 (65,3%) | 432 (61,1%) |
| Афроамериканци    | 10 (1,2%)   | 8 (1,1%)    |
| Азијати           | 0 (0,0%)    | 3 (0,4%)    |
| Хиспаноамериканци | 282 (33,1%) | 261 (36,9%) |
| Укупно            | 851         | 707         |